# Костянтин Єльський
Костянтин Роман Єльський (пол. Konstanty Roman Jelski) (1837—1896) — польський зоолог і мандрівник, відомий збором великих колекцій тварин, рослин і мінералів у Південній Америці, переданих до музеїв Європи.
Навчався в Київському університеті, автор першого дослідження молюсків Києва та околиць.

## Життєпис
Народився у Мінській губернії в маєтку польської збіднілої шляхти. Навчався у гімназії в Мінську, де познайомився та потоваришував з іншим у майбутньому відомим польським зоологом, Бенидиктом Дибовським. У 1854—1860 роках навчався в Київському університеті, проводив зоологічні дослідження під керівництвом професора Карла Кесслера. Досліджував спочатку птахів, потім проводив дослідження молюсків Києва та околиць. Викладав у гімназії в 1860-1862 роках. З 1862 року працював у Зоологічному кабінеті Київського університету, впорядковував зоологічні колекції. У 1862 році захистив дисертацію на тему «Анатомическое исследование Lithoglyphus naticoides Fér.». Також у 1862 році опублікував статтю «О малакологической фауне окрестностей Киева», а наступного року її переклад французькою у Парижі. В цій праці для Києва було наведено 77 видів наземних і прісноводних молюсків (за тогочасною систематикою).
У 1863 році втік з Російської імперії, незаконно перетнувши кордон в Бессарабії під час відрядження. Імовірною причиною втечі був страх репресій після Січневого польського повстання 1863 року, в якому він не брав безпосередньої участі, але мав зв'язки з деякими учасниками та організатороми (зокрема з Бенедиктом Дибовським та Ізидором Коперницьким). Поїхав спочатку до Константинополя, потім до Парижу, звідти у Французьку Гвіану, в 1865 році. До 1878 року жив у Південній Америці, мандруючи і займаючись збором наукових природничих колекцій, які продавав у музеї Європи. За зібраними матеріалами іншими дослідниками була описана значна кількість нових для науки видів, деякі з яких були названі на честь дослідника, наприклад, птахи блакитнар золотошиїй (Iridosornis jelskii) і пітайо еквадорський (Silvicultrix jelskii). 
Серед видів, вперше відкритих дослідником, була зокрема пакарана, у 1873 році, за зібраним екземпляром новий вид описав Вільгельм Петерс, а видову назву тварини (Dinomys branickii) було присвоєно на честь Костянтина Браницького, що фінансував експедиції Єльського.
У 1878 році повернувся до Європи і оселився в Польщі (тоді Австро-Угорщина), спочатку у Варшаві, згодом у Кракові. Працював зберігачем колекцій в місцевих природознавчих музеях, викладав на жіночих курсах. Оскільки не мав документів про вищу освіту, а керівництво Київського університету відмовилося надати йому довідку на запит, не міг зайняти високих наукових і викладацьких посад. У 1884 році писав ректору Київського університету з пропозицією передати в університет свою геологічну колекцію з Південної Америки в обмін на пересилку документів про освіту, але було прийнято рішення не передавати документи через можливі (не встановлені) зв'язки Єльського з польським повстанням.
Малакологічна колекція Єльського з Києва зберігається в Музеї та інституті зоології Польської академії наук у Варшаві.

## Деякі праці
- Ельский К. Н. 1862. О малакологической фауне окрестностей Киева. Известия Университета святого Владимира. Второй съезд естествоиспытелей в Киеве. С. 187—194.
- Jelski C. 1863. Note sur la faune malacologique des envirous de Kieff (Russie). Journal de Conchyliologie. 11 (3): 129—137.